# Erick Avari
Erick Avari född 13 april 1952 i Darjeeling, Indien, är en indisk-amerikansk skådespelare som medverkat i filmer, TV-serier och teater. Han är känd för sin medverkan i flera science fiction-produktioner, till exempel Stargate. Han studerade på College of Charleston i South Carolina, USA.

## Filmografi, i urval
- 1990 – I lagens namn (TV-serie) (1 avsnitt)
- 1991 – Lagens änglar (TV-serie) (1 avsnitt)
- 1991 – Murphy Brown (TV-serie) (1 avsnitt)
- 1991 – Star Trek: The Next Generation (TV-serie) (1 avsnitt)
- 1992 – California Man
- 1992 – Dream On (TV-serie) (1 avsnitt)
- 1992 – Fresh Prince i Bel Air (TV-serie) (1 avsnitt)
- 1992 – Skål (TV-serie) (1 avsnitt)
- 1993 – Kär i karriären
- 1993 – Seaquest DSV (TV-serie) (1 avsnitt)
- 1993 – Seinfeld (TV-serie) (1 avsnitt)
- 1994 – Color of Night
- 1994 – Galen i dig (TV-serie) (1 avsnitt)
- 1994 – Stargate
- 1995 – Chicago Hope (TV-serie) (1 avsnitt)
- 1995 – Cybill (TV-serie) (1 avsnitt)
- 1995 – Lois & Clark (TV-serie) (1 avsnitt)
- 1995 – På spaning i New York (TV-serie) (1 avsnitt)
- 1995 – Star Trek: Deep Space Nine (TV-serie) (1 avsnitt)
- 1996 – Alias Mr & Mrs Smith (TV-serie) (1 avsnitt)
- 1996 – Babylon 5 (TV-serie) (1 avsnitt)
- 1996 – Independence Day
- 1996 – Mord och inga visor (TV-serie) (1 avsnitt)
- 1996 – Roseanne (TV-serie) (1 avsnitt)
- 1997 – Baywatch Nights (TV-serie) (1 avsnitt)
- 1997 – Zork: Grand Inquisitor
- 1998 – På heder och samvete (TV-serie) (1 avsnitt)
- 1998–2001 – Stargate SG-1 (TV-serie) (3 avsnitt)
- 1999 – Den 13:e krigaren
- 1999 – Mumien
- 2000 – Vita huset (TV-serie) (1 avsnitt)
- 2001 – Apornas planet
- 2001 – Arkiv X (TV-serie) (1 avsnitt)
- 2001 – Felicity (TV-serie) (2 avsnitt)
- 2001 – Star Trek: Enterprise (TV-serie) (1 avsnitt)
- 2002 – Dharma & Greg (TV-serie) (1 avsnitt)
- 2002 – Ensam hemma 4
- 2002 – Mr. Deeds
- 2002 – The District (TV-serie) (1 avsnitt)
- 2003 – Alias (TV-serie) (1 avsnitt)
- 2003 – Daredevil
- 2003 – Everwood (TV-serie) (1 avsnitt)
- 2003 – I lagens namn (TV-serie) (1 avsnitt)
- 2003 – NCIS (TV-serie) (1 avsnitt)
- 2004 – Vem dömer Amy? (TV-serie) (1 avsnitt)
- 2005 – Hope & Faith (TV-serie) (1 avsnitt)
- 2005 – På heder och samvete (TV-serie) (1 avsnitt)
- 2006 – The Librarian: Return to King Solomon's Mines
- 2006 – Heroes (TV-serie) (4 avsnitt)
- 2006 – OC (TV-serie) (1 avsnitt)
- 2007 – Charlie Wilson's War
- 2007 – Dirty Sexy Money (TV-serie) (1 avsnitt)
- 2007 – Law & Order: Criminal Intent (TV-serie) (1 avsnitt)
- 2007 – Postal
- 2008 – Burn Notice (TV-serie) (1 avsnitt)
- 2009 – Hachiko - En vän för livet
- 2009 – Hung (TV-serie) (1 avsnitt)
- 2009 – Leverage (TV-serie) (1 avsnitt)
- 2009 – Life (TV-serie) (1 avsnitt)
- 2009 – Snuten i varuhuset
- 2009 – Våra bästa år (TV-serie) (9 avsnitt)
- 2010 – Castle (TV-serie) (1 avsnitt)
- 2012 – NCIS: Los Angeles (TV-serie) (1 avsnitt)
- 2012 – Parenthood (TV-serie) (1 avsnitt)
- 2013 – The Mentalist (TV-serie) (1 avsnitt)
- 2014 – Grimm (TV-serie) (1 avsnitt)
- 2014 – Major Crimes (TV-serie) (1 avsnitt)
- 2015 – Madam Secretary (TV-serie) (1 avsnitt)